# 马萨里克现实主义
马萨里克现实主义（Masarykův realismus）是捷克斯洛伐克国父马萨里克的政治哲学。

## 内容
马萨里克于1882年从维也纳来到布拉格，在查理大学担任教授。从1883年开始，他发表了批判性评论《Athenaeum》，在那里他会见了Josef Kaizl教授和Karel Kramář教授。他们努力使文化生活现代化、克服捷克地方主义和制定新的捷克政策。1886年，他参与创办了由Jan Herben领导的青年记者双周刊《Ças》，并于1890年11月1日发表了一份“现实主义纲领”。马萨里克现实主义的概念并不意味着任何实用主义政策，而是拒绝现有的基于“光荣的过去”的浪漫主义思想和对德国元素的徒劳拒斥的“爱国主义”。现实主义者清楚地看到，成功的捷克政策首先必须设定积极的目标，并努力达到更先进的欧洲国家的水平。在政治领域，马萨里克提倡冷静和严格的客观性，一种对现实的批判性观点，他主张奥地利国家的权力下放和捷克土地上的民族和解。